# Laimutė Baikauskaitė
Laimutė Baikauskaitė (Vilnius, 10 giugno 1956) è un'ex mezzofondista lituana, fino al 1991 sovietica, vincitrice di una medaglia d'argento ai Giochi olimpici di Seul 1988.

## Palmarès
| Anno | Manifestazione  | Sede | Evento       | Risultato | Prestazione | Note |
| ---- | --------------- | ---- | ------------ | --------- | ----------- | ---- |
| 1988 | Giochi olimpici | Seul | 1500 m piani | Argento   | 4'00"24     |      |